# Hirtella floribunda
Hirtella floribunda är en tvåhjärtbladig växtart som beskrevs av Adelbert von Chamisso och Diederich Franz Leonhard von Schlechtendal. Hirtella floribunda ingår i släktet Hirtella och familjen Chrysobalanaceae. Inga underarter finns listade i Catalogue of Life.